# Abronia
Abronia — рід веретільницеподібних ящірок родини веретільницевих (Anguidae). Представники цього роду мешкаєть в Мексиці і Центральній Америці.

## Опис
Представники роду Abronia — кремезні або стрункі ящірки, загальна довжина яких становить 25-35 см, причому довжина хвоста, який слугує хапальним органом, у півтора-два рази перевищує довжину голови та тулуба. На відміну від безногої європейської веретільниці, ці ящірки, як і всі представники підродини Gerrhonotinae, мають сильні передні і задні лапи. Тулуб і голова помітно сплющені і вкриті великими лусками, укріпленими остеодермами. Голова має трикутну форму при погляді зверху. Представники підроду Auriculabronia мають шипоподібні подовжені лусочки над вушним отвором.
Представники роду Abronia мають більш яскраве забарвлення, ніж інші веретільниці. Деякі з них мають яскраво-зелене, інші чорно-біле або чорно-жовте плямисте забарвлення. На голові часто присутні оранжево-червоні плями. У всіх випадках забарвлення має маскувальну функцію, плями роблять ящірок майже непомітними серед мохів та лишайників. Молоді ящірки, як правило, більш непомітні, на спині у них часто є візерунок із темних поперечних смуг.

## Екологія
Представники роду Abronia поширені від мексиканського штату Тамауліпас на південь до Панама. Майже всі вони живуть в первинних гірських тропічних лісах, на висоті від 1500 до 3000 м над рівнем моря. Віддажють перевагу хмарним лісам та мішаним сосново-дубовим лісам, дерева в яких густо вкриті епіфітами, зокрема бромеліями. Багато видів мають дуже вузький ареал, який охоплює лише один вулкан або невеликий гірських хребет, та ізьольований від ареалу інших видів долинами.
Представники роду Abronia ведуть деревний спосіб життя, через що їх важко спостерігати в природному середовищі. Деякі види регулярно спускаються на землю, а інші уникають контакту з землею. Місцем відпочинку для них служать зарості бромелій, моху та лишайників. До раціону Abronia входять різноманітні безхребетні. Подібно до хамелеонів, представники роду Abronia зазвичай рухаються дуже повільно з метою маскування і при русі коливаються, як частина рослини, яку рухає вітер. коли ящірка бачить здобич, то вона щвидко її хапає. Ці ящірки є територіальними, і під час шлюбного сезону самці вступають у запеклі бійки. Усі види, спосіб розмноження яких відомий, є живородними, і народжують від 1 до 17 дитинчат, найчастіше 4 дитинчати.

## Види
Рід Abronia нараховує 39 видів:
- Abronia antauges (Cope, 1866)
- Abronia anzuetoi Campbell & Frost, 1993
- Abronia aurita (Cope, 1869)
- Abronia bogerti Tihen, 1954
- Abronia campbelli Brodie & Savage, 1993
- Abronia chiszari H.M. Smith & R.B. Smith, 1981
- Abronia cuchumatanus Solano-Zavaleta, Nieto-Montes de Oca & Campbell, 2016
- Abronia cuetzpali Campbell, Solano-Zavaleta, Flores-Villela, Caviedes-Solís & Frost, 2016
- Abronia cunemica Clause, Luna-Reyes, Mendoza-Velázquez, De Oca & Solano-Zavaleta, 2024
- Abronia deppii (Wiegmann, 1828)
- Abronia fimbriata (Cope, 1884)
- Abronia frosti Campbell, Sasa, Acevedo & Mendelson, 1998
- Abronia fuscolabialis (Tihen, 1944)
- Abronia gadovii (Boulenger, 1913)
- Abronia gaiophantasma Campbell & Frost, 1993
- Abronia graminea (Cope, 1864)
- Abronia juarezi (Karges & J.W. Wright, 1987)
- Abronia leurolepis Campbell & Frost, 1993
- Abronia lythrochila H.M. Smith & Álvarez del Toro, 1963
- Abronia martindelcampoi Flores-Villela & Sánchez-Herrera, 2003
- Abronia matudai (Hartweg & Tihen, 1946)
- Abronia meledona Campbell & Brodie, 1999
- Abronia mitchelli Campbell, 1982
- Abronia mixteca Bogert & Porter, 1967
- Abronia montecristoi Hidalgo, 1983
- Abronia monticola (Cope, 1878)
- Abronia moreletii (Bocourt, 1871)
- Abronia morenica Clause, Luna-Reyes & Nieto-Montes de Oca, 2020[4]
- Abronia oaxacae (Günther, 1885)
- Abronia ochoterenai (Martín del Campo, 1939)
- Abronia ornelasi Campbell, 1984
- Abronia ramirezi Campbell, 1994
- Abronia reidi Werler & Shannon, 1961
- Abronia salvadorensis Hidalgo, 1983
- Abronia smithi Campbell & Frost, 1993
- Abronia taeniata (Wiegmann, 1828)
- Abronia vasconcelosii (Bocourt, 1871)
- Abronia viridiflava (Bocourt, 1873)
- Abronia zongolica García-Vázquez, Clause, Gutiérrez-Rodríguez, Cazares-Hernández & de la Torre-Loranca, 2022

## Етимологія
Наукова назва роду Abronia походить від слова дав.-гр. αβρος — ніжний.